# Lena Weiss
Lena Weiss (* 2. Juni 1995 in Heidelberg) ist eine deutsche Fußballspielerin, die für die TSG 1899 Hoffenheim in der Bundesliga spielt.

## Werdegang

### Verein
Lena Weiss hat sehr früh Gefallen am Fußball gefunden, sie war damals fünf Jahre alt und spielte mit den Jungs zusammen im Kindergarten. Als die Jungs in einen Verein gegangen sind, ist sie auch hingegangen. Beim FV Fortuna Kirchfeld spielte sie mit den Jungs bis zur C-Jugend zusammen.
Im Sommer 2010 wechselte sie zur TSG 1899 Hoffenheim und spielte da im ersten Jahr bei den B-Juniorinnen der U-17 in der EnBW-Oberliga.
Am 28. August 2011, sie ist gerade erst 16. Jahre alt geworden, kam sie zu ihrem ersten Einsatz in der ersten Mannschaft der TSG 1899 Hoffenheim und gab ihr Debüt in der 2. Bundesliga Süd beim Auswärtsspiel gegen 1. FFC 08 Niederkirchen, als sie in der Startelf stand und 90. Minuten durchspielte.
In der gleichen Saison spielte sie nicht nur für die erste Mannschaft in der 2. Bundesliga Süd, sie spielte auch bei den B-Juniorinnen der U-17 und erreichte mit ihnen das Finale am 10. Juni 2012, welches im Dietmar-Hopp-Stadion in Sinsheim gegen den 1. FFC Turbine Potsdam gespielt wurde. Hier konnte sie mit ihrer Mannschaft die deutsche Meisterschaft der B-Juniorinnen 2012 gewinnen. In der folgenden Saison spielte sie nur für die erste Mannschaft in der 2. Bundesliga-Süd und konnte am Ende der Saison den Aufstieg in die 1. Bundesliga feiern.
Hier gab sie am 9. September 2013 im Heimspiel gegen den VfL Sindelfingen ihr Debüt, als sie in der Startelf stand. Im Sommer 2016 verließ sie mit Ende ihres Vertrages, die TSG 1899 Hoffenheim.

### Nationalmannschaft
Am 29. Juli 2009 gab sie ihr Debüt für die deutsche U-15-Auswahl. Zwei Jahre später am 18. Oktober 2011 kam sie zu ihrem Debüt bei der U-17-Auswahl.
Am 21. November 2012 absolvierte sie ihr erstes Spiel für die deutsche U-19-Mannschaft, als sie im Spiel gegen Schweden in der 60. Spielminute für Jacqueline Klasen eingewechselt wurde.

## Erfolge
- Deutscher Meister der B-Juniorinnen 2012[8]
- Bundesliga-Aufstieg 2013 mit der TSG 1899 Hoffenheim